# Cruger
Pour les articles homonymes, voir Cruger (homonymie).
La ville américaine de Cruger est située dans le comté de Holmes, dans l’État du Mississippi. Lors du recensement de 2000, sa population s’élevait à 449 habitants. Coordonnées géographiques : 33° 19′ 15″ N, 90° 14′ 06″ O.

## Source
- (en) Cet article est partiellement ou en totalité issu de l’article de Wikipédia en anglais intitulé « Cruger, Mississippi » (voir la liste des auteurs).